# Nikolaos Trikoupis
Nikolaos Trikoupis (n. 1868, Mesolόngi, Peloponez, Grecia de Vest și Insulele Ionice⁠(d), Grecia – d. 1956, Atena, Regatul Greciei) a fost un trăgător de tir ce a reprezentat Grecia, medaliat olimpic. A participat la o ediție a Jocurilor Olimpice (1896) în care a câștigat o medalie de bronz.

## Participări
Lista de mai jos prezintă principalele competiții la care a participat Nikolaos Trikoupis de-a lungul carierei.
- Tir la Jocurile Olimpice de vară din 1896 - pușcă militară 200m (masculin)[1]